# Jo de Vogel
Johannes Harmannus (Jo) de Vogel (Groningen, 7 februari 1872 – Haarlem, 8 mei 1933) was een Nederlands beeldhouwer.

## Leven en werk
De Vogel was een zoon Lambertus de Vogel en Roelfien Bonnes. Zijn vader dreef een kunsthandel in Groningen en Leeuwarden en was fabrikant van lijsten en betimmeringen. Het lag in de verwachting dat De Vogel de fabriek van zijn vader zou overnemen, hij koos echter voor het kunstenaarsbestaan. Hij werd opgeleid aan de Groninger Academie Minerva, onder Johannes Hinderikus Egenberger, en aan de Rijksschool voor Kunstnijverheid Amsterdam. Minerva-docent F.H. Bach tekende zijn portret. Rond 1900 trok De Vogel naar het buitenland, hij woonde en werkte in München, Parijs en Rome. In 1916 keerde hij terug naar Amsterdam, vanaf 1921 woonde hij in Schoten. Hij was lid van de Kunstenaarsvereniging Sint Lucas.
Grafmonument Van Ketwich Verschuur
Nadat de Groninger burgemeester Evert van Ketwich Verschuur in 1924 overleed, werd een comité gevormd om te komen tot de oprichting van een grafmonument. De beeldhouwers August Falise, Pieter Schreuder en De Vogel werden gevraagd om met een ontwerp te komen, waarna dat van De Vogel, met een treurende stedenmaagd, werd verkozen en uitgevoerd. Het werd in 1925 door de oudste zoon van de overleden burgemeester onthuld. Grietje Kunst-de Vogel, zus van de beeldhouwer, legde namens het comité een krans.

## Werken (selectie)
- plaquette met het portret van Jan Evert Scholten (1923) voor de Scholtenbank, Helperbrink, Groningen (ontwerp van J.A. Mulock Houwer)
- grafmonument van Evert van Ketwich Verschuur (1925), begraafplaats Esserveld (Groningen)
- sculptuur van Mata Hari, gegoten bij bronsgieterij De Plastiek Bloemendaal

## Galerij

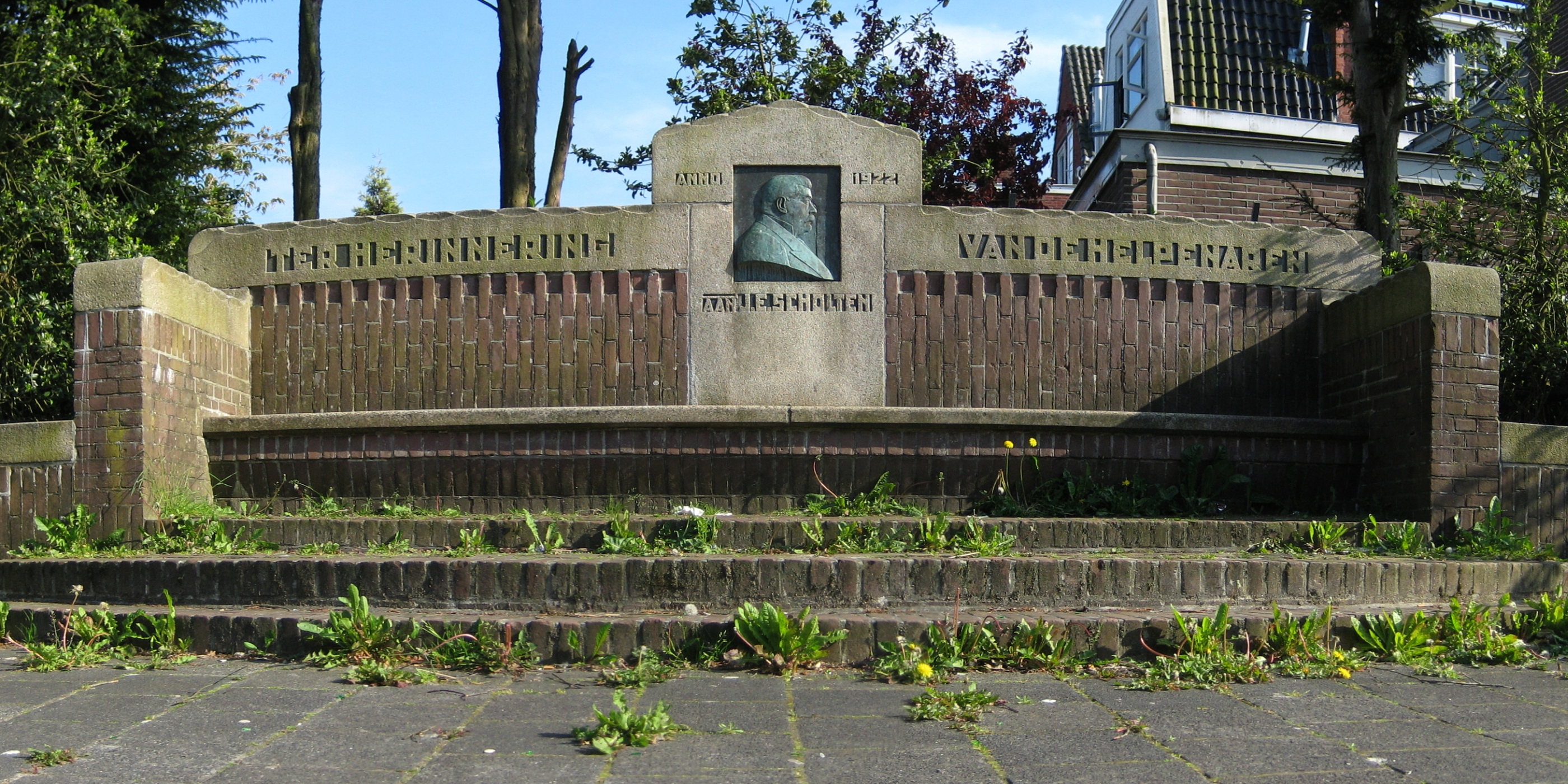
Scholtenbank (1923)
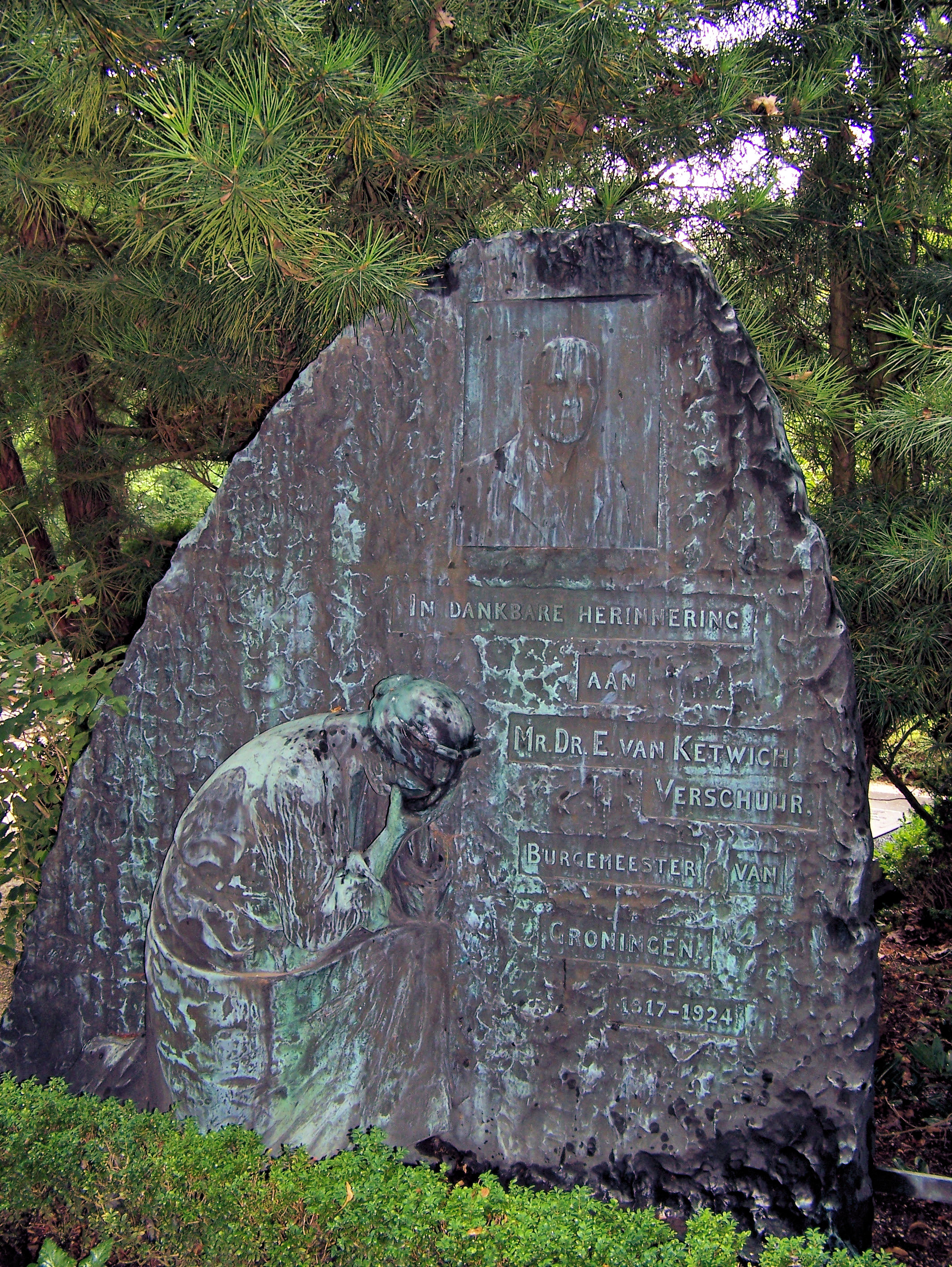
grafmonument Van Ketwich Verschuur (1925)
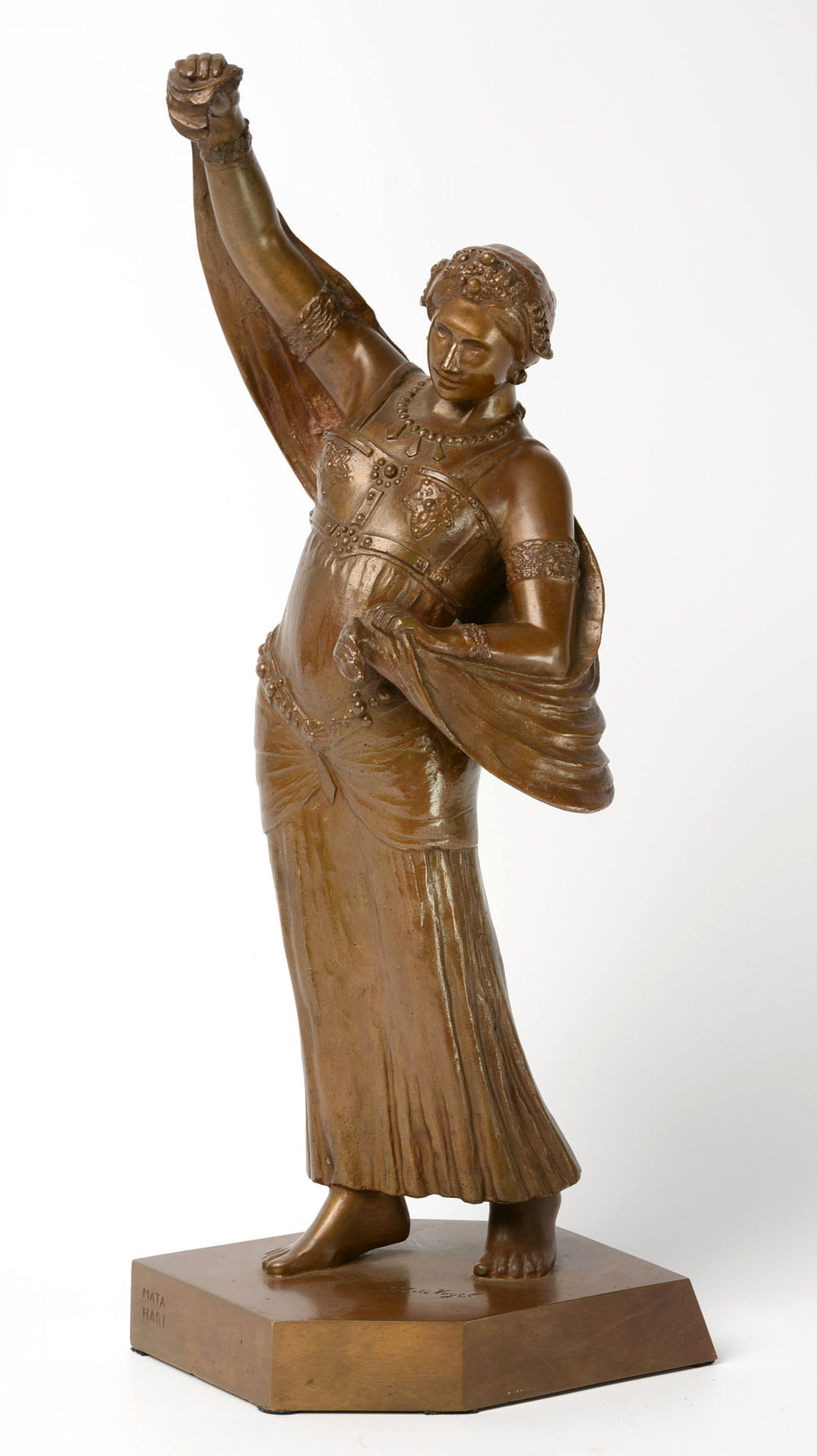
Mata Hari